# Vladimir Ambros
Vladimir Ambros (Chișinău, 30 dicembre 1993) è un calciatore moldavo, attaccante del Petrocub Hîncești.

## Statistiche

### Cronologia presenze e reti in nazionale
| Cronologia completa delle presenze e delle reti in nazionale ― Moldavia | Cronologia completa delle presenze e delle reti in nazionale ― Moldavia | Cronologia completa delle presenze e delle reti in nazionale ― Moldavia | Cronologia completa delle presenze e delle reti in nazionale ― Moldavia | Cronologia completa delle presenze e delle reti in nazionale ― Moldavia | Cronologia completa delle presenze e delle reti in nazionale ― Moldavia | Cronologia completa delle presenze e delle reti in nazionale ― Moldavia | Cronologia completa delle presenze e delle reti in nazionale ― Moldavia |
| Data                                                                    | Città                                                                   | In casa                                                                 | Risultato                                                               | Ospiti                                                                  | Competizione                                                            | Reti                                                                    | Note                                                                    |
| ----------------------------------------------------------------------- | ----------------------------------------------------------------------- | ----------------------------------------------------------------------- | ----------------------------------------------------------------------- | ----------------------------------------------------------------------- | ----------------------------------------------------------------------- | ----------------------------------------------------------------------- | ----------------------------------------------------------------------- |
| 9-10-2015                                                               | Chișinău                                                                | Moldavia                                                                | 1 – 2                                                                   | Russia                                                                  | Qual. Euro 2016                                                         | -                                                                       | 79’                                                                     |
| 27-5-2016                                                               | Koprivnica                                                              | Croazia                                                                 | 1 – 0                                                                   | Moldavia                                                                | Amichevole                                                              | -                                                                       | 87’                                                                     |
| 5-9-2017                                                                | Chișinău                                                                | Moldavia                                                                | 0 – 2                                                                   | Galles                                                                  | Qual. Mondiali 2018                                                     | -                                                                       | 85’                                                                     |
| 6-10-2017                                                               | Dublino                                                                 | Irlanda                                                                 | 2 – 0                                                                   | Moldavia                                                                | Qual. Mondiali 2018                                                     | -                                                                       | 79’                                                                     |
| 9-10-2017                                                               | Chișinău                                                                | Moldavia                                                                | 0 – 1                                                                   | Austria                                                                 | Qual. Mondiali 2018                                                     | -                                                                       | 79’                                                                     |
| 27-1-2018                                                               | Aksu                                                                    | Corea del Sud                                                           | 1 – 0                                                                   | Moldavia                                                                | Amichevole                                                              | -                                                                       | 77’                                                                     |
| 30-1-2018                                                               | Aksu                                                                    | Azerbaigian                                                             | 0 – 0                                                                   | Moldavia                                                                | Amichevole                                                              | -                                                                       | 55’                                                                     |
| 26-2-2018                                                               | Gedda                                                                   | Arabia Saudita                                                          | 3 – 0                                                                   | Moldavia                                                                | Amichevole                                                              | -                                                                       | 46’                                                                     |
| 21-2-2019                                                               | Adalia                                                                  | Kazakistan                                                              | 1 – 0                                                                   | Moldavia                                                                | Amichevole                                                              | -                                                                       |                                                                         |
| 22-3-2019                                                               | Chișinău                                                                | Moldavia                                                                | 1 – 4                                                                   | Francia                                                                 | Qual. Euro 2020                                                         | 1                                                                       | 73’ 83’                                                                 |
| 25-3-2019                                                               | Eskişehir                                                               | Turchia                                                                 | 4 – 0                                                                   | Moldavia                                                                | Qual. Euro 2020                                                         | -                                                                       | 57’                                                                     |
| 9-1-2020                                                                | Doha                                                                    | Svezia                                                                  | 1 – 0                                                                   | Moldavia                                                                | Amichevole                                                              | -                                                                       | 46’                                                                     |
| Totale                                                                  |                                                                         | Presenze                                                                | 12                                                                      |                                                                         | Reti                                                                    | 1                                                                       |                                                                         |

## Palmarès

### Club

#### Competizioni nazionali
- Campionato moldavo: 2

Sheriff Tiraspol: 2016-2017
Petrocub Hîncești: 2023-2024
- Coppa di Moldavia: 3

Sheriff Tiraspol: 2016-2017
Petrocub Hîncești: 2019-2020, 2023-2024

### Individuale
- Capocannoniere del campionato moldavo: 2

2018 (12 reti), 2021-2022 (17 reti)